# Jan van Ravenswaay

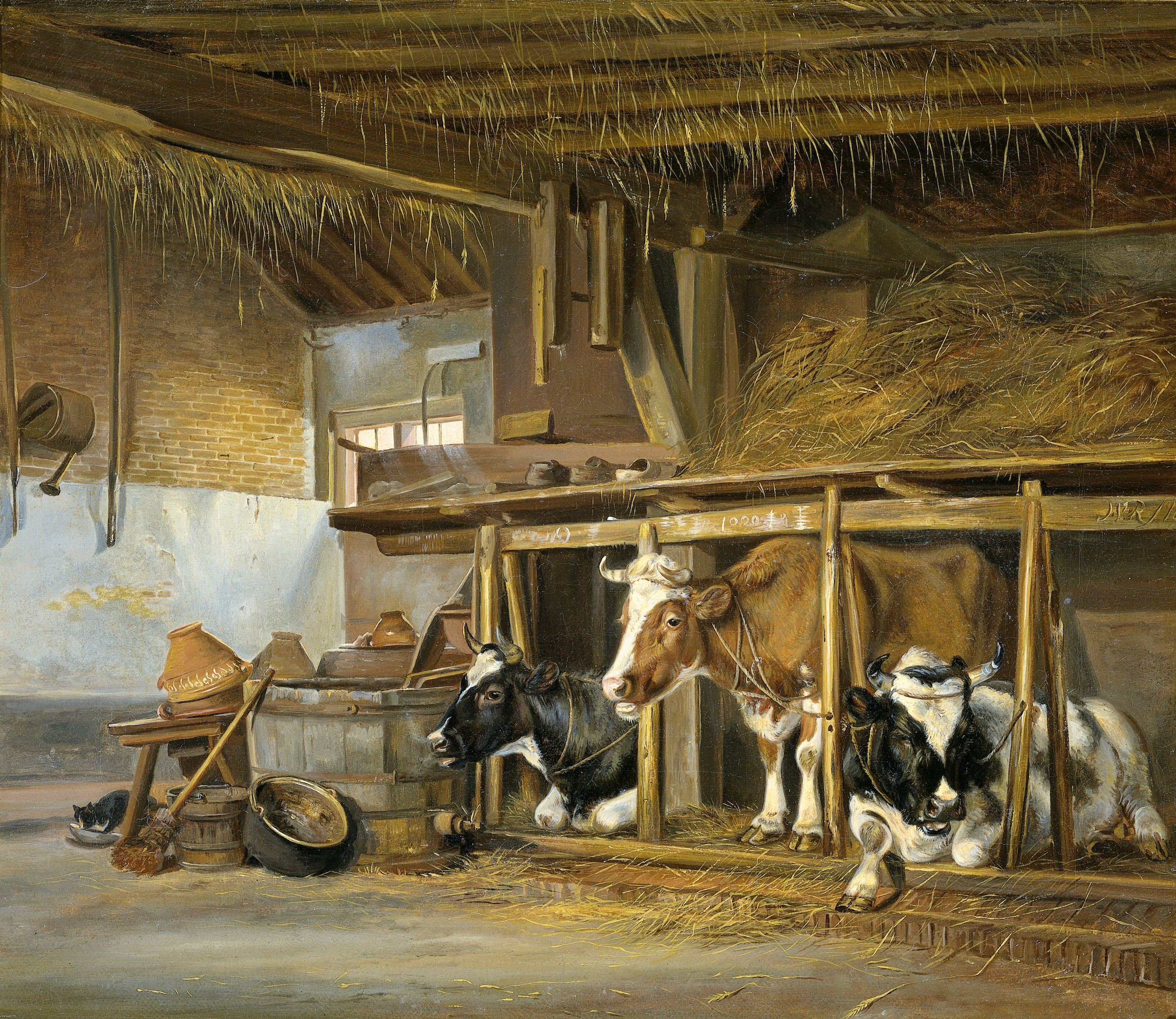
Kühe im Stall

Jan van Ravenswaay (* 29. November 1789 in Hilversum; † 2. März 1869 ebenda) war ein niederländischer Tier- und Landschaftsmaler.
Van Ravenswaay war als Sohn der Baumwollfabrikanten Cornelis van Ravenswaay und Marritje de Blinde geboren. Als 14-Jähriger begann er seine Malerlehre beim Zeichner Jordanus Hoorn. Er setzte seine Ausbildung beim Maler Pieter Gerardus van Os fort, der zunächst in 's-Graveland und später in Hilversum lebte.
Nach seiner Ausbildung unternahm Van Ravenswaay Studienreisen nach Belgien, Deutschland und in die Schweiz. Zurück in Hilversum fing er an, selbst zu unterrichten. Zu seinen Schülern gehörten u. a. Fredrik Marinus Kruseman und Albertus Steenbergen.
Van Ravenswaay spezialisierte sich in der Tier- und Landschaftsmalerei. Er stellte regelmäßig seine Werke aus und erhielt 1818 eine Auszeichnung der Felix-Meritis-Gesellschaft. Er wurde 1822 Mitglied der Koninklijke Akademie van Beeldende Kunsten in Amsterdam und 1831 der „Arti Sacrum“ in Rotterdam. 1835 erwarb er in Hilversum das Gelände zur Errichtung des Boombergparks.
Von 1839 bis 1847 lebte van Ravenswaay mit seiner Familie in Westerbork in der Provinz Drenthe. In dieser Zeit schuf er viele Landschaften, darunter Zeichnungen für den Drentschen Volksalmanach. Aus dieser Zeit stammt das Gemälde „Ansicht von Assen“ (1841), das vom ehemaligen Gouverneur Daniël van Ewijck in Auftrag gegeben wurde.
Die Familie Van Ravenswaay lebte dann in Loosdrecht (1847–1852) und in Velp (1852–1855), woraufhin sie nach Hilversum zurückkehrte. Dort starb er 1869 im Alter von 79 Jahren.